# Batterie de diamant
Pour les articles homonymes, voir Batterie.
La batterie de diamant est une batterie nucléaire proposée pour utiliser le carbone radioactif provenant du graphite utilisé dans les centrales nucléaires comme modérateur (ralentisseur de neutrons). Du fait de sa radioactivité, ce graphite constitue un déchet.

## Principe
Après avoir été récupéré des barres de contrôle par échauffement et évaporation, le carbone 14 est utilisé pour la fabrication d’un carbone adamantin (en) (un carbone amorphe qualifié de diamant parce qu'il en partage certaines propriétés) qui génère de l’électricité par le principe du générateur bêtavoltaïque.

## Développement
Des chercheurs de l’université de Bristol travaillent sur ce type de batteries. Pour le moment le seul prototype construit n’utilise pas du carbone 14 comme élément radioactif mais du nickel 63.
Le problème majeur rencontré aujourd’hui par cette batterie est la très faible puissance délivrée : 1 g de carbone 14 ne produit que 15 J/jour, soit 0,004 167 Wh/jour. L’utilisation n’est donc pas envisageable en tant que batterie de smartphone ou de voiture électrique. L’université de Bristol parle plutôt d’une utilisation pour les pacemakers.
Le carbone 14 a une demi-vie d'environ 5 730 ans. Sa désintégration produit une particule β et un atome d'azote 14 (stable). Du fait de cette demi-vie, les batteries fabriquées à partir du carbone 14 peuvent, en théorie, fonctionner pendant plusieurs milliers voir dizaines de milliers d’années. En cela elle représente un atout majeur pour l’alimentation électrique des satellites par exemple,.
Dans les faits, la startup américaine NBD évoque une autonomie de 9 ans. La startup, pour éviter toute fuite radioactive, recouvre le « diamant » de carbone 14 par une fine couche de carbone 12 (non-radioactif), cette couche protectrice protégeant aussi du rayonnement et des conditions extrêmes (hautes températures, etc.)$. Elle espère commercialiser ce type de batteries entre 2022 et 2025.